# Shentong
Le shentong ou zhentong (gzhan stong) « vide d’autre » est dans le bouddhisme tibétain une branche (interprétation) de la philosophie madhyamaka selon laquelle le « vide » de la nature ultime ou tathagatagarbha se comprend comme « vide de ce qui n’est pas elle », et non comme vide de nature propre. La réalité ultime est identique au buddhajnana, nature claire et lumineuse non duelle de l’esprit possédant les qualités de bouddha (buddhaguna), révélée par la méditation après dissipation des réalités contingentes et relatives. À cette interprétation s’oppose la perspective Madhyamaka rangtong (rang stong) « vide de soi ». Le Madhyamaka rangtong inclut le Madhyamaka prāsangika et le Madhyamaka svātantrika et se situe dans la lignée de la philosophie bouddhiste traditionnelle, selon laquelle la nature ultime est vide de nature propre, et la dissipation des illusions ne révèle pas de nature transcendante. Les adeptes de la philosophie shentong considèrent les deux points de vue comme compatibles, la réalisation de l'absence de nature propre représentant une vérité relative et une première étape vers la réalisation de la nature ultime.

Ces développements de la Vue du madhyamika par l'école shentong visait à éviter certains écueils de la vue rangtong :
"L'approche rangtong du madhyamaka s'appuie sur le deuxième cycle de l'enseignement par lequel le Bouddha a exposé la vérité ultime, c'est-à-dire la vacuité d'existence propre de tous les phénomènes. Mais afin de couper l'attachement subtil à la vacuité, il a montré, dans un troisième cycle d'enseignements, que tous les êtres sans exceptions sont doués de la nature de bouddha et qu'ils ont le potentiel de sa réalisation.

L'école shentong (vacuité qualifiée) se fonde sur la vacuité de tous les phénomènes comme les rangtong, mais son interprétation concernant les cycles de l'enseignement et leur sens définitif ou intentionnel varie sensiblement."
Ces différences de point de vue entre l'école rangtong et l'école shentong entraîna et entraîne toujours des débats passionnés et fut parfois prétexte à des luttes d’influence entre écoles, en particulier les Jonangpa promoteurs du concept et les Gelugpa qui les absorbèrent de force en 1642.
De nos jours, ces débats et divergences sont moindres : la Vue shentong est reconnue, voire partagée, par de nombreuses écoles (guélougpa, nyingmapa, kagyupa, changpa)  (voir ci-dessous)

## Naissance et transmission
La distinction entre les interprétations shentong et rangtong n’apparaît pas explicitement dans les textes indiens et provient de la réflexion des interprètes et yogis tibétains face aux textes traitant de la nature de bouddha (tathagatagarbha), comme le Ratnagotravibhaga de Maitreyanatha. Par exemple, on trouve dans le  Mahāyānottaratantra-śastra ou Ratnagotravibhaga (Traité sur la nature de bouddha) attribué à Asanga. Dans ce texte, on trouve, en effet :

« Cette Essence de la Bouddhéité est vide des impuretés passagères dont les caractéristiques sont complètement séparées d'elle; cette Essence cependant n'est pas vide de qualités insurpassables dont les caractéristiques ne sont en rien séparées d'elle./I.155/. »

François Chenique commente: 

« Ce verset important est souvent cité comme l'expression du Shentong qui professe une Essence ultime qui est certes vide de souillures même passagères, mais qui n'est pas vide de qualités. »

Ces textes comme le Ratnagotravibhaga sont souvent considérés dans le mahayana et le vajrayana comme représentant le « troisième tour de la roue du dharma ». Or, contrairement aux textes prajnaparamita qui relève du deuxième tour de la roue du dharma, leur thème principal n’est pas la vacuité, qu'ils ne réfutent pas, mais la nature de bouddha.
Dolpopa (1292-1361) fut le premier à exposer le shentong dans son ouvrage Richö Ngedön Gyatso (tibétain : རི་ཆོས་ངེས་དོན་རྒྱ་མཚོ་ཞེས་བྱ་བ་མཐར་ཐུག་ཐུན་མོང་མ་ཡིན་པའི་མན་ངག་, Wylie : ri chos nges don rgya mtsho zhes bya ba mthar thug thun mong ma yin pa'i man ngag, Ri Chos), et cette interprétation devint la caractéristique essentielle de l’École Jonang dont il est l’un des maîtres les plus influents, parfois considéré comme son fondateur. La tradition de l’École fait remonter le shentong à Yumo Mikyo Dorje, son premier ancêtre revendiqué, mais il s’agit certainement d’une attribution a posteriori. Dolpopa eut d’emblée des opposants (rangtongpa) qui insistèrent sur le fait que la vacuité est la réalité ultime dans le bouddhisme et que l’interprétation de la nature ultime en conscience (jnana), même si elle est de bouddha, est forcément erronée. Parmi ces opposants, issus essentiellement des traditions Gelug et Sakya, on peut citer Buton, Gyaltsab Je et Khedrup Je. Cette position va faire l'objet de très vives controverses au Tibet d'autant plus qu'elle va avoir un enjeu politique car elle s'oppose directement aux interprétations rangtong   du madhyamaka par Tsongkhapa le fondateur de la branche gelugpa  (l'ordre gelugpa va prendre le pouvoir au Tibet au XVIIe siècle).
En effet, Stéphane Arguillère écrit:

« À la différence des formes classiques [du madhyamaka], qui, d'une manière ou d'une autre, affirment l'universelle vacuité, l'irréalité de toutes choses, comparées à un rêve ou à une illusion magique, le système du Vide d'Altérité [(shentong)] se caractérise par cette position selon laquelle, si les « phénomènes superficiels » sont bien vides de nature propre, la Réalité ultime, elle, n'est vide que des caractéristiques des phénomènes relatifs. Autrement dit, l'absolu (paramartha), loin d'être la vacuité même des phénomènes, est une réalité dotée d'attributs positifs, qui se découvre quand on passe par-delà le voile des phénomènes illusoires. On est au plus près des doctrines brahmaniques. »

 
 
Quelques mots sur ces « attributs positifs » souvent mal compris ou vite exposés, et à l’origine de violentes réactions à l’époque, ou de vues erronées au sujet de l’école Shèntong de nos jours :
« Dans le cadre de l’école Shèntong, la vérité absolue n’est pas uniquement considérée comme la vacuité dénuée de toute conceptualisation, mais comme l’union indifférenciée de la vacuité et de la clarté. Cette clarté de l’esprit est synonyme de sa lucidité et la vérité absolue est définie comme :
- l’inséparabilité de la clarté et de la vacuité
ou comme

- l’inséparabilité de l’étendue (de la manifestation) et de la conscience »
Ces précisions sur les « attributs positifs » de la réalité absolue par l'école shentong visent à contrer la vue du nihilisme et la saisie de la vacuité.

Et David Seyfort Ruegg écrivit:

« L'école des Jonangpa présente un intérêt très particulier [...] puisqu'elle a pris le contre-pied de la doctrine des grands traités scolastiques [...] de Nagarjuna et de ses successeurs avec leur doctrine de la Vacuité d'être propre [...] et a proposé à la place une doctrine [...] qui se fonde sur la notion  « vide de l’autre » (shentong) [...]; selon cette dernière théorie, la Réalité absolue est Vide de toutes choses relatives et hétérogènes par rapport à elle, sans pour autant être Vide en soi. À partir du  XIVe siècle, où vécut son plus grand avocat scolastique, Dolpopa, [...] cette interprétation quasi védantique de la Réalité absolue fut vigoureusement combattue [...] La position prise par les  Jonangpa [...] figure comme l'antithèse de celle que devait adopter l'école des 
gelugpa. »

L'expression  "la nature absolue n'est pas Vide en soi" n'est pas l'affirmation d'une existence intrinsèque de la nature absolue, mais l'affirmation que la nature absolue n'est pas dénuée de la manifestation. La Vue shentong n'est donc pas une interprétation Védantique de la réalité ultime.
La citation précédant celle-ci apporte les précision nécessaires pour relativiser l''affirmation "la Réalité absolue n'est pas Vide en soi".
En effet, l'approche shentong, branche à part entière du madhyamaka, n'avance pas l'existence intrinsèque de l'esprit. Elle avance que ce dernier n'est pas dénué de qualités. Notons qu'il n'est pas affirmé "la Réalité absolue n'est pas Vide de soi", mais "n'est pas Vide en soi".

Pour illustrer la violence de la réaction, on peut citer  Rendawa  (Red mda’ pa) (1349-1412)  l'un des maîtres de Tsongkhapa, qui écrivit:

« cette [doctrine du Vide extrinsèque] est [...] étrangère aux sutras du Grand Véhicule ainsi qu'aux systèmes  
Vijnanavada et Madhyamaka qui sont l'explication de l'esprit [de ces sutra]. [...] Je n'ai ici qu'à peine évoqué les erreurs grossières dont ce système vil [est entaché] ; or si on l'examine dans le détail, il ne s'applique pas aux Sutra, il n'apparaît point dans le Vinaya, et il est en contradiction avec l'Abhidharma. »

Cependant le grand penseur sakyapa Gorampa (1429-1489) prit une position beaucoup plus mesurée, écrivant dans sa Distinction des Vues en faisant référence à l'opinion de Red mda’ pa sur le shantong:

« Dire du système [shentong qu'il n'est] ni du Petit ni du  Grand Véhicule, [qu']il est étranger à notre religion, c'est [tomber dans] le travers d'une sous-estimation excessive. En effet, si l'on considère comme étant de sens certain les traités ultérieurs de Maitreya ainsi que de la doctrine transmise par les frères  Asanga [et  Vasubandhu], [cette doctrine shentong] surpasse les autres [formes de] substantialisme dans la mesure où elle permet d'accéder sans peine à la vue médiane. »

Et :

« Le vénérable Rongton Sheja Kunrig(1367-1449) disait que cette tendance [le shentong] était la meilleure des vues idéalistes et confinait au  Madhyamaka; voilà qui est censé. »

Ce qui fait dire à Stéphane Arguillère qui a traduit le texte de Gorampa:

« L'auteur [ Gorampa ] présente donc la doctrine du Vide d'altérité [(shentong)] comme, pourrait-on dire, une forme de transition entre l'idéalisme bouddhique et la doctrine de la Voie médiane. »

L'école Jonangpa eut d'illustres représentants dont le plus célèbre est le grand historien Taranatha  (1575-1634). D'autre part, certains virent en la pensée shentong une préfiguration des doctriniques tantriques et de celles du mahamudra et au dzogchen. Ce fut le cas surtout de penseurs kagyupa comme les IIIe (Rangjung Dorje, 1284-1339) et  VIIIe (Mikyö Dorje, 1507_1554) karmapa. Ceci explique que la pensée shentong va jouer un rôle important dans l'école kagyupa. Au XVIIe siècle, cette différence doctrinale entre rangtong et shentong servit de prétexte à une attaque systématique des monastères Jonang par les Gelugpa qui les absorbèrent, entrainant la disparition officielle de l’École et l’interdiction de ses textes dont le Ri Chos. On suppose cependant que les raisons réelles de l’agression étaient des conflits d’intérêt et de pouvoir.
En effet, au début du XVIIe siècle, une lutte s'était engagée entre les Gelugpa et les Kagyupa pour savoir qui allait contrôler politiquement le Tibet (en d'autres termes, si c'était le Dalaï-lama ou le Karmapa qui allait être le chef politique du Tibet). En attaquant, l'école  Jonangpa, les   Gelugpa attaquaient indirectement les  Kagyupa, et c'était leur objectif, car l'école  Jonangpa était proche politiquement et sur le plan doctrinal des Kagyupa.
Malgré la disparition de Jonang au XVIIe siècle, le shentong continua d’être transmis par certains lamas des traditions Kagyu et Nyingma et du mouvement rimé comme Jamgon Kongtrul Lodrö Thayé. Au XXe siècle, on l'a retrouve avec Dudjom Rinpoché et surtout Kalou Rinpoche. Dans ces traditions, le shentong a évolué en s'écartant dans une certaine mesure de la vision de Dolpopa, et a été réinterprété pour servir de base au mahamudra et au dzogchen dans le cadre du « Grand  Madhyamaka» (dbu-ma-chen-po),,. Les lamas Kagyu et Nyingma qui adoptent la perspective shentong considèrent en général que la philosophie madhyamaka de la vacuité sert à clarifier la pensée, alors que la méditation doit être basée sur le shentong, qui reflète mieux l’expérience du méditant.
En conclusion, la doctrine shentong a été reçue de trois façons au Tibet. Ces façons, l'histoire l'a montré, n'ont parfois pas été le reflet de la pensée shentong :
I. Certains partisans d'un Madhyamaka rangton strict, des sakyapa et surtout les gelugpa l'ont tenu pour une véritable hérésie faisant revenir au « substantialisme » des doctrines brahmaniques.

II. D'autres, à la suite du penseur sakyapa Gorampa, vont y voir une forme de transition entre l'idéalisme bouddhique et la doctrine de la Voie médiane. Ce sera le cas, du  grand penseur Nyingmapa Mipham Rinpoché (1846–1912) qui, lorsqu'il donnera une forme très cohérente de la doctrine   Nyingmapa au XIXe siècle à la demande de son maître Jamyang Khyentsé Wangpo, suivra Gorampa comme sur beaucoup de points concernant l'interprétation du Mahayana. 

III. Enfin, certains Nyingmapa et surtout des Kagyupa vont voir dans le shentong une préfiguration des doctrines des tantras dans le cadre du  « Grand  Madhyamaka». 

Depuis le mouvement rimé au XIXe siècle et surtout depuis l'exil d'une partie de la communauté tibétaine, les différences doctrinales entre les différentes écoles ont été fortement relativisées par les maîtres tibétains et ceci d'autant plus qu'il n'y avait plus d'enjeu politique. Entre autres, la tradition Jonang a été reconnue officiellement par le 14e Dalaï Lama, qui est le chef de l'école Gelugpa, mettant ainsi un terme définitif à l'opposition historique entre les jonangpa et les Gelugpa.